# Charles Montagu, 1:e earl av Halifax
Charles Montagu, 1:e earl av Halifax, född 16 april 1661 i Horton i Northamptonshire, död 19 maj 1715 i London, var en brittisk statsman, brorson till Edward Montagu, 2:e earl av Manchester.
Halifax blev 1689 medlem av underhuset, 1692 utnämnd till skattkammarlord och gjorde sig bemärkt som skicklig finansman, särskilt genom upptagande av ett statslån på 1 miljon pund sterling, vilket utgjorde början till den engelska statsskulden, samt genom stiftande av Englands bank (1694). 
Halifax, som samma år blev skattkammarkansler, genomförde 1695 en välbehövlig ommyntning, införde fönsterskatt och avhjälpte den tillfälliga bristen på klingande mynt genom utfärdande (för första gången i England) av skattkammarobligationer (exchequer bills).
1697-99 var han förste skattkammarlord, utsattes sedermera för upprepade anfall från torypartiet, men utsågs efter Georg I:s tronbestigning 1714 åter till förste skattkammarlord och upphöjdes samma år till earl av Halifax (han förde sedan 1700 titeln baron Halifax). 
Halifax var en skicklig debattör, men ådrog sig genom stark fåfänga och högdragenhet många fiender; han var känd även som beskyddare av vittra och lärda författare (till exempel av Addison och Newton).